# Чаева, Виктория Леонидовна
Виктория Леонидовна Чаева (3 июня 1929; Краснодар, РСФСР, СССР — 29 октября 2006; Москва, Россия) — советская и российская актриса театра и кино, мастер дубляжа. Заслуженная артистка Российской Федерации (1999).
Наиболее известная озвучиванием многих известных людей в зарубежной кинематографии, в том числе и Лолиты Торрес.

## Биография
Родилась 3 июня 1929 года в Краснодаре. Мать работала педагогом и адвокатом, отец был военным деятелем, в гражданскую войну служил в отряде К. Е. Ворошилова. В 1940 году её родители разошлись.
Училась в средней школе с 1936 года, параллельно обучалась в музыкальном и балетном учебном заведении. В 1944 году успешно закончила Чаевой музыкальную школу по классу рояля. Летом в 1946 году Чаева переехала с мамой к родственникам в Адлер, откуда после окончания школы в 1947 году перебралась в Москву, где поступила на актёрский факультет ВГИКа на курс к Б. А. Бабочкину. В 1952 году завершила обучение и была принята в труппу Театра-студии киноактёра. После того, как театр закрылся, Чаева перешла в актёрский штат Киностудии имени Горького.
В 1952 году начала работать на дубляже, а в 1953 году стала сниматься в кино. За свою карьеру оставила свыше 100 общих работ включая кинематографию, театральные роли и озвучивание. В 1999 году Чаевой было присвоено звание Заслуженной артистки Российской Федерации.
Ушла из жизни 29 октября 2006 года в Москве. Похоронена рядом с сыном на Химкинском кладбище.

### Личная жизнь
Была замужем за Владимиром Петровичем Наумовым. В 1969 году в семье родился сын по имени Владимир. Скончался по болезни в 1986 году.

## Творчество

### Избранная фильмография
- 1955 — Первый эшелон — целинница
- 1956 — Как Джанни попал в ад — Гелла
- 1958 — Над Тиссой — Евдокия
- 1960 — Хлеб и розы — Антонина
- 1960, 1961 — Воскресение — Грабец
- 1961 — Вольный ветер — официантка Мона
- 1961 — Мишка, Серёга и я — учительница истории
- 1962 — Кубинская новелла — секретарша
- 1965 — Сколько лет, сколько зим! — Глафира
- 1967 — Возмездие — врач
- 1968 — Доживём до понедельника — учительница
- 1969 — Бриллиантовая рука — голос переводчицы за кадром (в титрах не указана)

## Звания и награды
- Заслуженный артист Российской Федерации (22 ноября 1999)[3].

## Оценочные мнения
Российский историк Лев Яковлевич Лурье рассказал Пятому каналу о том, что миссию за аргентинскую звезду выполняла Виктория Чаева. По мнению Льва Яковлевича, артистка является легендой советского дубляжа, которая озвучивала Лолиту Торрес во всех трех картинах, шедших в советском прокате.